# Anisotome procumbens
Anisotome procumbens är en växtart i släktet Anisotome och familjen flockblommiga växter. Den beskrevs först av Ferdinand von Mueller, och fick sitt nu gällande namn av Colin James Webb 1986.
Arten är en perenn ört och är endemisk på Tasmanien.